# NEAR Shoemaker
Near Earth Asteroid Rendezvous – Shoemaker (NEAR Shoemaker), rebatizada após seu lançamento em 1996 em homenagem ao cientista planetário Eugene Shoemaker, foi uma sonda espacial robótica projetada pelo Applied Physics Laboratory da NASA para estudar o asteroide Eros, um asteroide próximo da Terra, a partir de órbita por cerca de um ano. Foi a primeira espaçonave a orbitar um asteroide e, posteriormente, a pousar com sucesso. Em fevereiro de 2000, a missão se aproximou do asteroide e entrou em órbita ao seu redor. Em 12 de fevereiro de 2001, a Shoemaker tocou a superfície do asteroide e a missão foi encerrada pouco mais de duas semanas depois.
O principal objetivo científico da NEAR era obter dados sobre as propriedades gerais, composição, mineralogia, morfologia, distribuição interna de massa e campo magnético de Eros. Objetivos secundários incluíam o estudo das propriedades do rególito, interações com o vento solar, possíveis atividades atuais (indicadas por poeira ou gás) e o estado de rotação do asteroide. Esses dados foram usados para auxiliar na compreensão das características dos asteroides em geral, sua relação com meteoróides e cometas, bem como as condições no início do Sistema Solar. Para alcançar essas metas, a sonda foi equipada com um espectrômetro de raios X/espectrômetro de raios gama, um espectrógrafo de imagem no infravermelho próximo, uma câmera multiespectral com detector CCD, um telêmetro a laser e um magnetômetro. Um experimento de rádio-ciência também foi realizado usando o sistema de rastreamento da NEAR para estimar o campo gravitacional do asteroide. A massa total dos instrumentos era de 56 kg (123 lb), requerendo 80 watts de potência.

## Desenvolvimento
NEAR foi a primeira sonda espacial robótica construída pelo Applied Physics Laboratory (APL) da Universidade Johns Hopkins. Um plano anterior para a missão previa que ela seguisse rumo ao 4660 Nereus e realizasse um sobrevoo de 2019 van Albada a caminho. Em janeiro de 2000, ela se encontraria com Nereus, mas em vez de permanecer lá, visitaria vários asteroides e cometas. Entre as opções discutidas estavam 2P/Encke, 433 Eros (que se tornou o alvo principal da missão), 1036 Ganymed, 4 Vesta e 4015 Wilson–Harrington. O chamado Small-Body Grand Tour planejava visitar dois asteroides e dois cometas em uma década com a mesma espaçonave.

## Perfil da missão

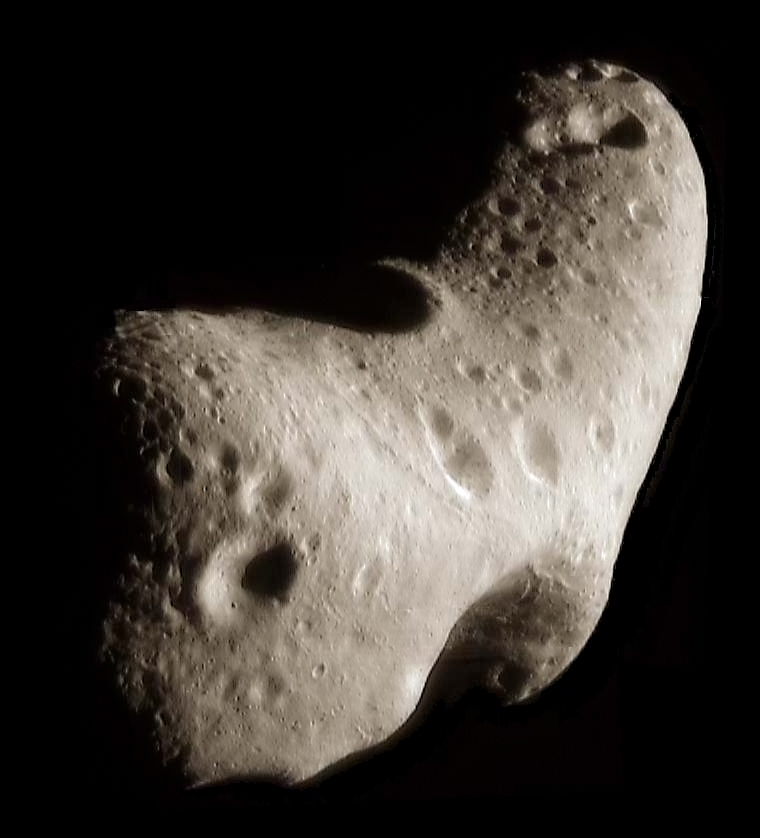
O asteroide 433 Eros visto pela sonda NEAR.

### Resumo
O objetivo principal da missão era estudar o asteroide 433 Eros, um asteroide de tipo S com dimensões aproximadas de 13 × 13 × 33 km (o segundo maior asteroide próximo à Terra), a partir de órbita durante cerca de um ano. Inicialmente, a órbita era circular com raio de 200 km. Esse raio orbital foi sendo reduzido em etapas, chegando a uma órbita de 50 × 50 km em 30 de abril de 2000, e diminuindo para 35 × 35 km em 14 de julho de 2000. A órbita foi então elevada novamente, chegando a 200 × 200 km, depois retornando a 35 × 35 km em movimento retrógrado em 13 de dezembro de 2000. A missão terminou com um pouso na região em formato de “sela” em Eros, em 12 de fevereiro de 2001.
Alguns cientistas afirmam que a meta final da missão seria relacionar o corpo asteroidal Eros com meteoritos recuperados na Terra. Com dados suficientes sobre composição química, poderia ser estabelecida uma ligação entre Eros e outros asteroides tipo S, bem como aqueles meteoritos que se acredita serem fragmentos de asteroides tipo S (talvez do próprio Eros). Assim, ao se estabelecer essa conexão, o material de meteoritos pode ser estudado em laboratório, com equipamentos complexos e em constante evolução, e os resultados poderiam ser extrapolados para corpos no espaço. A missão NEAR não conseguiu comprovar ou refutar esse vínculo de forma conclusiva.Entre dezembro de 1999 e fevereiro de 2001, a NEAR usou seu espectrômetro de raios gama para detectar explosões de raios gama (gamma-ray bursts) como parte do InterPlanetary Network.

### A viagem até Mathilde

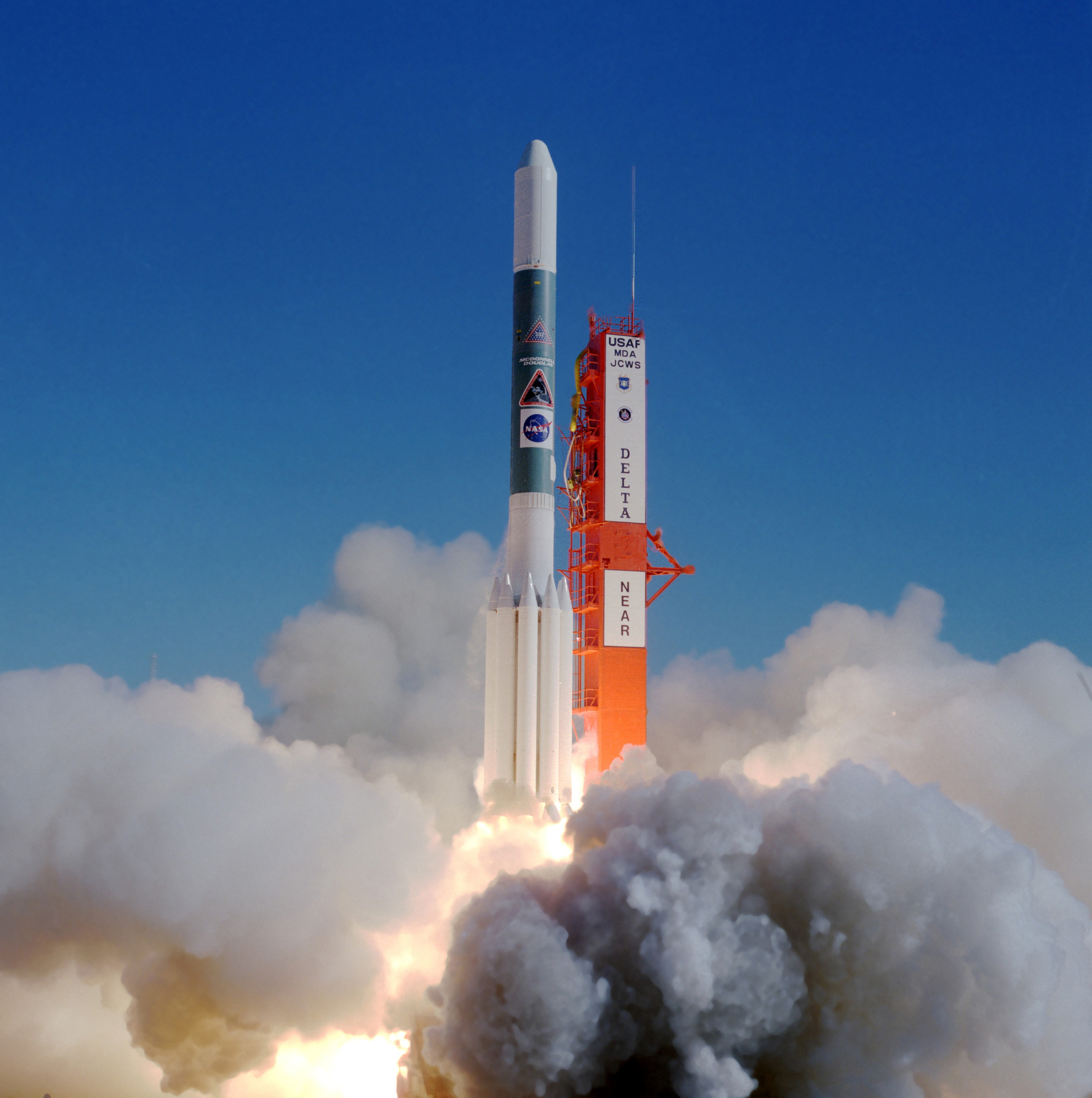
Lançamento da NEAR em fevereiro de 1996

Após seu lançamento em um foguete Delta 7925-8 (um Delta II com nove propulsores de combustível sólido e um terceiro estágio Star 48 (PAM-D)) em 17 de fevereiro de 1996, saindo da órbita terrestre, a NEAR entrou em sua primeira fase de cruzeiro. Durante grande parte dessa fase, a sonda permaneceu em “hibernação” com atividade mínima, até alguns dias antes do sobrevoo do asteroide de 61 km de diâmetro 253 Mathilde.

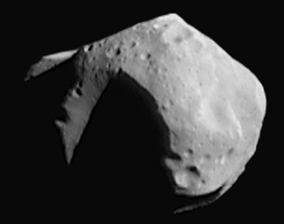
Imagem obtida durante o sobrevoo de 253 Mathilde

Em 27 de junho de 1997, a NEAR passou por Mathilde a 1 200 km de distância, às 12h56 UTC, a uma velocidade de 9,93 km/s, registrando imagens e outros dados de instrumentos. Esse sobrevoo gerou mais de 500 imagens, cobrindo 60% da superfície de Mathilde, além de dados gravitacionais que permitiram estimar dimensões e massa do asteroide.

### A viagem até Eros
Em 3 de julho de 1997, a NEAR executou a primeira grande manobra no espaço profundo, numa queima em duas etapas do propulsor principal de 450 N. Isso reduziu a velocidade em 279 m/s e diminuiu o periélio de 0,99 UA para 0,95 UA. A assistência gravitacional da Terra ocorreu em 23 de janeiro de 1998, às 07h23 UTC, a uma distância de 540 km, alterando a inclinação orbital de 0,5 para 10,2 graus e a distância afélica de 2,17 para 1,77 UA, praticamente igualando-se à de Eros. Os instrumentos permaneceram ativos nesse período.

### Falha na primeira tentativa de inserção orbital
A primeira de quatro manobras agendadas para o rendezvous ocorreu em 20 de dezembro de 1998, às 22h00 UTC. A sequência de queima do motor foi iniciada, mas abortada imediatamente. A sonda entrou em modo de segurança e passou a girar sem controle. Seus propulsores foram acionados milhares de vezes durante a anomalia, consumindo 29 kg de propelente e eliminando a margem de combustível do programa. Quase se perdeu a sonda, pois ela perdeu alinhamento solar e a bateria se esgotou. Não se conseguiu contato entre a espaçonave e o controle por mais de 24 horas. A causa primária do incidente não foi determinada, mas erros de software e de operação contribuíram para a gravidade da falha.
O plano original previa as quatro manobras seguidas de uma queima de inserção orbital em 10 de janeiro de 1999, mas o aborto da primeira queima e a consequente perda de comunicação impossibilitaram isso. Adotou-se um novo plano, no qual a NEAR passaria por Eros em 23 de dezembro de 1998, às 18h41min23 UTC, a 965 m/s e a 3 827 km do centro de massa do asteroide. A câmera tirou imagens de Eros, o espectrógrafo no infravermelho próximo obteve dados, e foi realizado rastreamento de rádio durante o sobrevoo. Em 3 de janeiro de 1999, houve uma manobra para igualar a velocidade orbital da sonda à de Eros. Em 20 de janeiro, queimou-se hidrazina para ajustar a trajetória. Em 12 de agosto, uma queima de dois minutos reduziu a velocidade relativa para 300 km/h.

### Inserção orbital
- NEAR Shoemaker
- Eros
- Terra
- Mathilde
- Sol

Animação da trajetória da NEAR Shoemaker de 19 de fevereiro de 1996 até 12 de fevereiro de 2001

A inserção orbital em torno de Eros ocorreu em 14 de fevereiro de 2000, às 15h33 UTC (10h33 EST), depois que a NEAR completou uma órbita heliocêntrica de 13 meses, quase igual à de Eros. Em 3 de fevereiro, às 17h UTC, houve uma manobra para reduzir a velocidade de 19,3 para 8,1 m/s relativa a Eros. Outra queima em 8 de fevereiro aumentou a velocidade relativa para 9,9 m/s. Buscas por satélites em Eros ocorreram em 28 de janeiro, 4 e 9 de fevereiro, não encontrando nada. Tais buscas tinham fins científicos e também visavam evitar possível colisão com satélites. Em 14 de fevereiro, a NEAR entrou em uma órbita elíptica de 321 × 366 km em torno de Eros. A órbita foi gradualmente reduzida até se tornar de 35 km (circular e polar) em 14 de julho. A NEAR permaneceu nessa órbita por dez dias e depois foi afastada em etapas até alcançar uma órbita circular de 100 km em 5 de setembro de 2000. Manobras em meados de outubro levaram a um sobrevoo de Eros a apenas 5,3 km de sua superfície às 07h UTC de 26 de outubro.

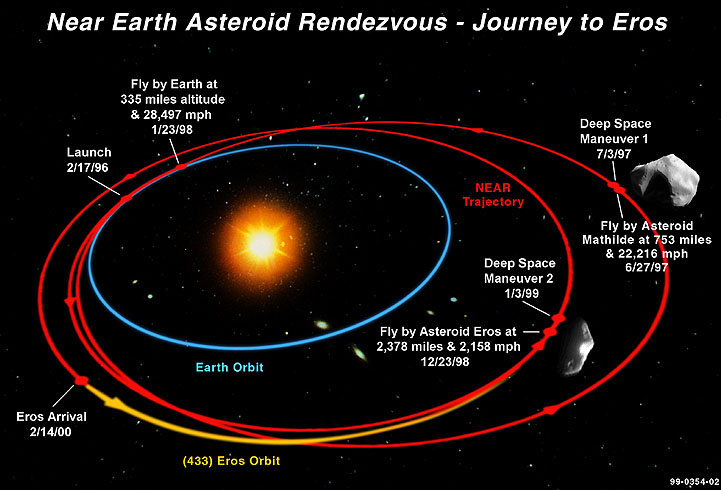
Gráfico ilustrando a viagem da sonda NEAR
Animação da trajetória da NEAR Shoemaker ao redor de Eros de 1º de abril de 2000 até 12 de fevereiro de 2001  -       NEAR Shoemaker
  -       433 Eros

### Órbitas e pouso

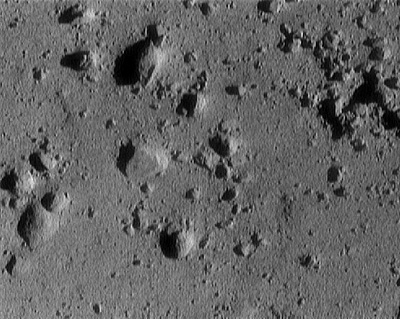
Imagem de Eros a cerca de 250 m de altitude (a região mostrada tem aproximadamente 12 m de largura). Foto tirada durante a descida da NEAR para a superfície do asteroide.

Após o sobrevoo, a NEAR passou a uma órbita circular de 200 km e alterou a trajetória de uma órbita quase polar prógrada para uma órbita quase equatorial retrógrada. Em 13 de dezembro de 2000, retornou-se a uma órbita circular de 35 km de altitude. A partir de 24 de janeiro de 2001, a espaçonave fez uma série de aproximações (5 a 6 km) da superfície e, em 28 de janeiro, chegou a apenas 2 ou 3 km do asteroide. Em seguida, iniciou uma lenta descida controlada até a superfície de Eros, encerrada com pouso na região em forma de sela, em 12 de fevereiro de 2001, por volta das 20h01 UTC (15h01 EST). Para surpresa dos controladores, a sonda permaneceu funcional após o pouso, a cerca de 1,5–1,8 m/s (primeiro pouso suave em um asteroide). Com a ampliação do tempo de uso das antenas da Deep Space Network, o espectrômetro de raios gama foi reprogramado para coletar dados sobre a composição de Eros a cerca de 4 polegadas (100 mm) acima da superfície, onde era dez vezes mais sensível que em órbita. Esse ganho na sensibilidade deveu-se em parte à maior razão entre o sinal de Eros e o ruído gerado pela própria sonda. O impacto dos raios cósmicos no sensor também foi reduzido em cerca de 50%.
Às 19h EST de 28 de fevereiro de 2001, receberam-se os últimos sinais de dados da NEAR Shoemaker antes de desligá-la. Uma tentativa final de contatar a sonda em 10 de dezembro de 2002 não teve sucesso, provavelmente devido às condições extremas de −173 °C (cerca de 100 K) em Eros.

## Sonda e subsistemas

### Sonda

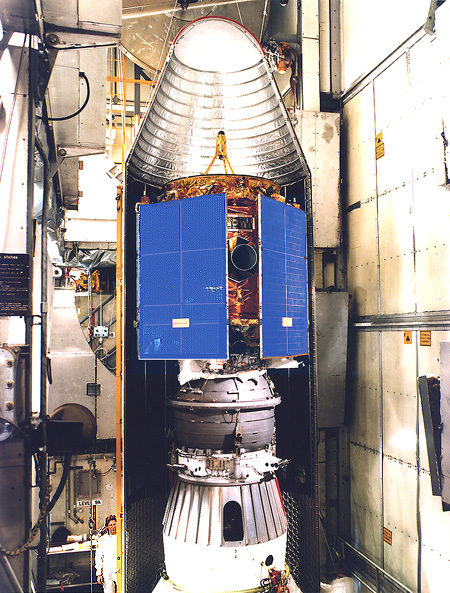
A sonda NEAR dentro de seu foguete Delta II.

A sonda tem formato de um prisma octogonal, com aproximadamente 1,7 m de lado, dotada de quatro painéis solares de arseneto de gálio em um arranjo em “cata-vento”, uma antena fixa de 1,5 m de banda X com um magnetômetro acoplado no alimentador da antena, e um monitor solar de raios X em uma extremidade (deck frontal), com os outros instrumentos na extremidade oposta (deck traseiro). A maior parte dos eletrônicos está montada internamente nos decks. O módulo de propulsão fica no interior. A decisão de instalar os instrumentos diretamente no corpo da sonda, em vez de usar hastes, fez com que o espectrômetro de raios gama precisasse ser blindado contra ruídos gerados pela própria sonda. Foi utilizada uma blindagem de bismuto germanato, mas com eficácia apenas moderada.
A sonda é estabilizada em três eixos e usa um único propulsor bipropelente (hidrazina/tetróxido de nitrogênio) de 450 newtons (N), além de quatro propulsores de 21 N e sete de 3,5 N para manobras, totalizando um delta-V de 1450 m/s. O controle de atitude é feito pelos propulsores de hidrazina e por quatro rodas de reação. O sistema carrega 209 kg de hidrazina e 109 kg de NTO em dois tanques de oxidante e três de combustível.
A energia vem de quatro painéis solares de arseneto de gálio (1,8 × 1,2 m cada), capazes de gerar 400 watts a 2,2 UA (distância máxima de NEAR ao Sol) e 1 800 W a 1 UA. Uma bateria de níquel-cádmio de 9 ampères-hora (22 células) armazena a energia.
O controle de orientação se baseia em um conjunto de cinco detectores de atitude solar digitais, uma unidade de medição inercial (IMU) e uma câmera de rastreamento estelar (star tracker) apontada no sentido oposto ao dos instrumentos. A IMU continha giroscópios de ressonadores hemisféricos e acelerômetros. As quatro rodas de reação (arranjadas de modo que três bastem para controle total) são usadas para o controle normal de atitude, enquanto os propulsores descarregam o momento angular das rodas e realizam manobras de rotação rápida ou propulsão. O controle de atitude tem precisão de 0,1 grau, a estabilidade de apontamento em linha de visada é de 50 microrradianos em 1 segundo e o conhecimento de atitude pós-processado chega a 50 microrradianos.
O subsistema de comando e manipulação de dados compreende dois processadores redundantes de comando e telemetria e gravadores de estado sólido, uma unidade de comutação de energia e uma interface para dois barramentos de dados redundantes no padrão 1553.  A NEAR foi a primeira espaçonave do APL a usar um grande número de microcircuitos encapsulados em plástico (PEMs) e a empregar gravadores de estado sólido em vez de gravadores de fita magnética ou núcleos magnéticos.
Esses gravadores de estado sólido usam memórias DRAM IBM Luna-C de 16 Mbit. Um gravador tem 1,1 gigabit e o outro 0,67 gigabit.
A missão NEAR foi o primeiro voo do Programa Discovery da NASA, série de espaçonaves de pequeno porte concebidas para desenvolvimento em menos de três anos e custo inferior a US$ 150 milhões. A construção, lançamento e 30 dias iniciais custaram cerca de US$ 122 milhões. O custo total final chegou a US$ 224 milhões, sendo US$ 124,9 milhões para desenvolvimento da sonda, US$ 44,6 milhões para suporte de lançamento e rastreamento, e US$ 54,6 milhões para operações e análise de dados.

### Conjunto de instrumentos e experimentos
O conjunto científico inclui:

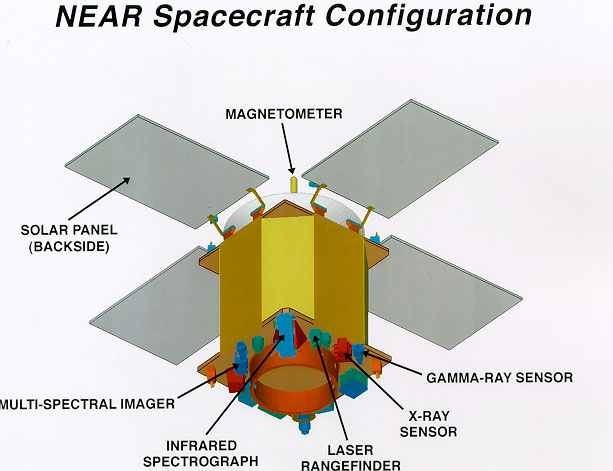
Diagrama mostrando a localização dos instrumentos científicos da NEAR

- A câmera Multi-Spectral Imager (MSI), projetada e construída pelo Applied Physics Laboratory da Universidade Johns Hopkins, forneceu imagens visíveis da superfície do asteroide.
- O NEAR IR Spectrograph (NIS) cobre a faixa espectral de 0,8 a 2,6 µm em 62 bandas.
- Um magnetômetro de três eixos, fornecido pelo Centro de Voos Espaciais Goddard da NASA, detecta o campo magnético do asteroide em frequências de 0 até 10 Hz.
- O X-ray/Gamma-Ray Spectrometer (XGRS) consiste em dois instrumentos. O espectrômetro de raios X mede a fluorescência de raios X no asteroide, induzida pelos raios X solares. Já o espectrômetro de raios gama é um cintilador de iodeto de sódio (NaI) com blindagem ativa de BGO.
- O laser rangefinder (NLR) é um telêmetro de pulso único de detecção direta.